# 파블로 비야
파블로 '비야' 비야누에바(스페인어: Pablo Villanueva Fernandez, 1976년 3월 12일 ~ )는 스페인의 전직 축구 선수 및 현 축구 감독이다.

## 선수 활동
파블로 비야는 카스티야에서 선수 생활을 시작했고, 라싱 페롤로 팀을 옮겼다. 그리고 그는 레가네스에서도 선수 활동을 했었으며, 코르도바에서 4년동안 뛰었다. 그 후 그는 과달라하라와 트리발 발데스에서 뛰며 선수 생활을 마무리했다.

## 감독 활동
파블로 비야는 AD 알코르콘의 유스 팀을 이끌다가, 코르도바 B 감독직에 올랐다. 그는 팀을 테르세라 디비시온 그룹 X에서 팀을 무려 2위까지 끌어올렸다(전 시즌 10위). 비록 승격에는 실패했지만, 그 성과에 따라 파블로 비야는 코르도바의 감독직에 올랐다. 그는 2014년 2월경 에이바르와의 홈경기에서 0-2로 패한 직후 해임되었다.
2014년부터 비야는 세비야 FC, 파리 생제르맹 FC, 아스널 FC, 비야레알 CF 등 여러 팀에서 우나이 에메리와 함께 일하였다.